# Lambaré
Lambaré je grad u Paragvaju na granici s Argentinom.

## Povijest
Lambaré je osnovao guverner Carlos Murphy 1766. godine. Nakon osamostaljenja Paragvaja, status grada dobio je 5. lipnja 1962. godine. Dekret o formiranju nove općine potpisao je Alfredo Stroessner. Prvi predsjednik Općinskog odbora bio Mariano Escauriza Fernández.

## Stanovništvo
Prema podacima iz 2010. godine u gradu živi oko 300.000 stanovnika. Lambaré je jedna od deset općina koja čine konurbaciju Veliki Asunción. Rast gospodarstava rezultirao je velikim povećanjem stanovništva, te je Lambaré danas šesti najveći paragvajski grad.

## Vanjske poveznice
- Službena stranica  Arhivirana inačica izvorne stranice od 20. kolovoza 2011. (Wayback Machine)